# Coulanges-la-Vineuse
Coulanges-la-Vineuse là một xã của Pháp,tọa lạc ở tỉnh Yonne trong vùng Bourgogne.
Coulanges-la-Vineuse có cự ly khoảng 15 km về phía nam Auxerre (11,2 km theo đường chim bay).

## Thông tin nhân khẩu
| Năm | 1962 | 1968 | 1975 | 1982 | 1990 | 1999 |
| --- | ---- | ---- | ---- | ---- | ---- | ---- |
| Dân số | 686  | 720  | 757  | 817  | 878  | 916  |
| From the year 1962 on: No double counting—residents of multiple communes (e.g. students and military personnel) are counted only once. |      |      |      |      |      |      |